# Duitse militaire begraafplaats in Feusdorf
De Duitse militaire begraafplaats in Feusdorf is een militaire begraafplaats in Rijnland-Palts, Duitsland. Op de begraafplaats liggen omgekomen Duitse militairen uit de Tweede Wereldoorlog.

## Begraafplaats
Op de begraafplaats rusten 77 Duitse militairen. De meeste slachtoffers kwamen tijdens de laatste fase van de Tweede Wereldoorlog om het leven. Het gebied rond Feusdorf lag enige tijd in de frontlinie.